# Rostóvia do Dom
Rostóvia do Dom, Rostove do Dom ou Rostov do Don (em russo: Ростов-на-Дону; romaniz.: Rostov-na-Donu) é uma cidade da Rússia, capital da província homônima. Localiza-se no sul do país, nas margens do rio Dom. Tem cerca de 1 130 305 habitantes e foi fundada em 1749.
Por Rostóvia passa o Dom, já perto da sua foz no mar de Azove. A cidade é um importante centro comercial, industrial e de transportes que se liga ao mar de Azove por um profundo canal, e com os mares Cáspio, Báltico e Branco por meio do canal Volga-Don. Um oleoduto une a cidade aos campos de petróleo do Cáucaso.
Algumas das suas indústrias são as de construção naval e fabrico de produtos químicos, maquinaria agrícola, equipamento elétrico e materiais de construção.
Em Rostóvia do Dom têm sede várias instituições de ensino superior, entre elas três universidades.

## História

### Da fundação ao século XX
Desde os tempos antigos, a área ao redor da foz do rio Don tem tido importância cultural e comercial. Os antigos habitantes indígenas incluíam as tribos citas, sármatas e savromates. Foi o local de Tánais, uma antiga colônia grega, Fort Tana, sob os genoveses e Fort Azaque na época do Império Otomano.
Em 1749, uma alfândega foi estabelecida no rio Temernik, um afluente do Don, por decreto da imperatriz Isabel, filha de Pedro, o Grande. Foi colocalizado com uma fortaleza chamada Demétrio de Rostóvia, um bispo metropolita da antiga cidade nórdica de Rostóvia, a Grande. Azove, uma cidade mais próxima do Mar de Azove no Don, gradualmente perdeu sua importância comercial na região para a nova fortaleza.
Em 1756, a "companhia comercial e comercial russa de Constantinopla" foi fundada no "assentamento de mercadores" (Kupecheskaya Sloboda) na margem alta do Don. No final do século XVIII, com a incorporação de territórios anteriormente mares otomanos ao Império Russo, o assentamento perdeu muito de sua importância estratégica militar como posto de fronteira.
No ano de 1796, o assentamento foi fundado e em 1797, tornou-se a sede do Uyezd Rostovsky dentro da província de Novorossiysk. Em 1806, foi oficialmente renomeado para Rostóvia do Dom. Durante o século XIX, devido às suas conexões fluviais com o interior da Rússia, Rostov se transformou em um importante centro comercial e centro de comunicações. A conexão ferroviária com Carcóvia foi concluída em 1870, com mais ligações seguintes em 1871 a Voronej e em 1875 a Vladikavkaz.
Simultaneamente com melhorias nas comunicações, a indústria pesada foi desenvolvida. O carvão mineral da bacia de Donets e o minério de ferro de Kryvyi Rih apoiaram o estabelecimento de uma fundição de ferro em 1846. Em 1859, a produção de bombas hidráulicas e caldeiras a vapor começou. O crescimento industrial foi acompanhado por um rápido aumento da população, com 119.500 residentes registrados em Rostov no final do século XIX, juntamente com aproximadamente 140 empresas industriais. O porto era um dos maiores centros comerciais do sul da Rússia, especialmente para a exportação de trigo, madeira e minério de ferro.
Em 1779, Rostóvia do Dom tornou-se associado a um assentamento de refugiados armênios da Crimeia em Naquichevão do Dom. Os dois assentamentos foram separados por um campo de trigo. Em 1928, as duas cidades foram fundidas. A antiga fronteira da cidade fica abaixo da Praça Teatralnaia, no centro de Rostóvia do Dom. Em 1928, após a incorporação da cidade vizinha de Naquichevão do Dom, Rostóvia se tornou a terceira maior cidade da Rússia.

### Século XX

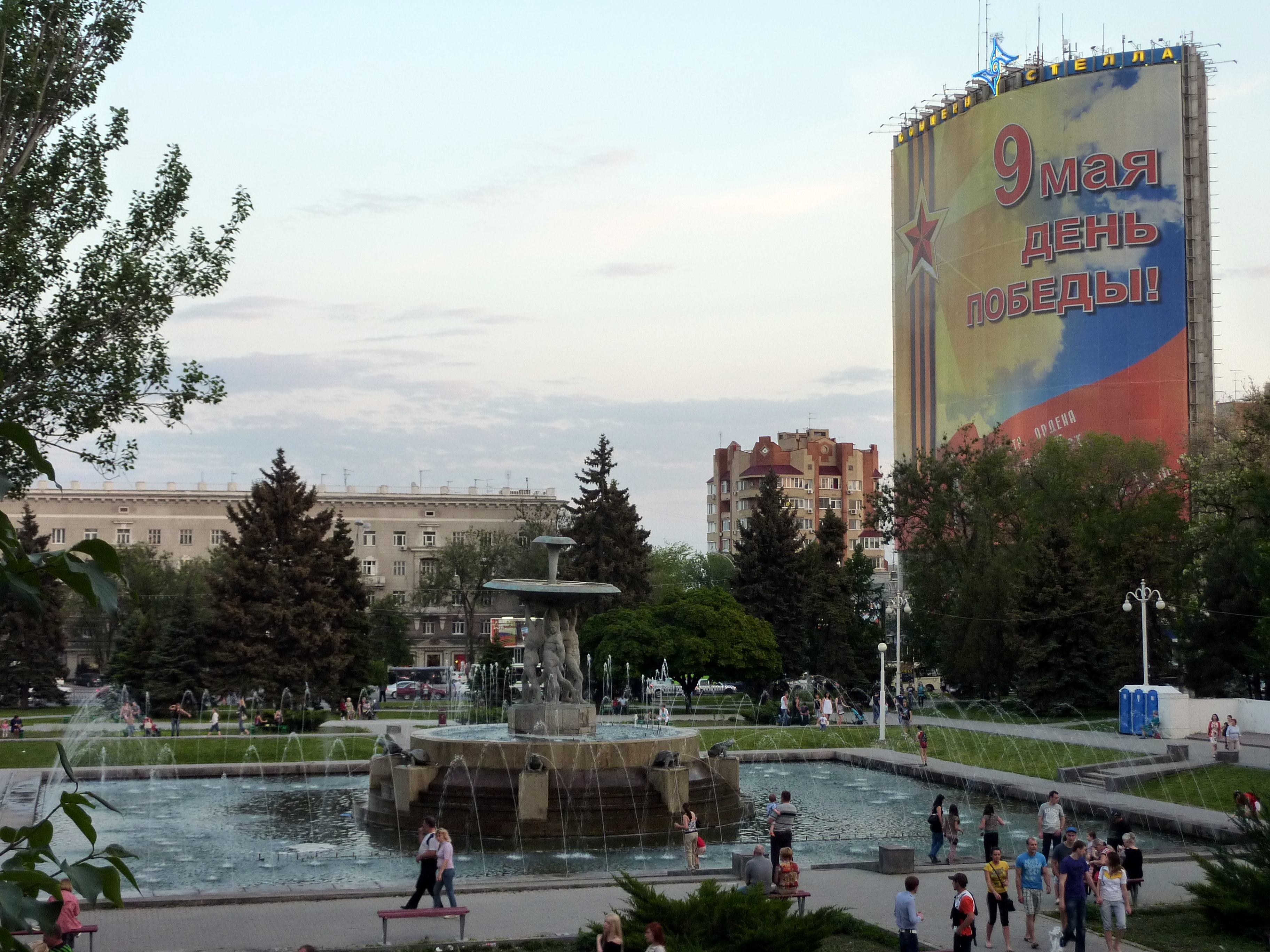
Fonte no Parque da Revolução

Durante a Guerra Civil Russa, os Brancos e os Vermelhos se enfrentaram em Rostóvia do Dom, então a cidade mais fortemente industrializada do sul da Rússia. Em 1928, o governo regional havia se mudado da antiga capital cossaca de Novocherkassk para Rostóvia do Dom.
Nos anos soviéticos, os bolcheviques demoliram dois dos principais marcos históricos de Rostóvia do Dom: a catedral de Santo Alexandre Nevsky (1908) e a catedral de St. George (1783-1807).
Durante a Segunda Guerra Mundial, as forças alemãs ocuparam Rostóvia do Dom, a princípio por dez dias, de 21 de novembro de 1941 a 29 de novembro de 1941, após ataques do primeiro Exército Panzer alemão na Batalha de Rostóvia e sete meses a partir de 23 de julho. De 1942 a 14 de fevereiro de 1943. A cidade era de importância estratégica como um entroncamento ferroviário e um porto fluvial que acessava o Cáucaso, uma região rica em petróleo e minerais. Demorou dez anos para restaurar a cidade dos danos durante a Segunda Guerra Mundial.
27 000 judeus e civis soviéticos foram massacrados pelos militares alemães em 11 e 12 de agosto de 1942, em Rostóvia do Dom, em um local chamado Zmievskaya Balka.

### Período atual
Rostóvia do Dom foi uma das cidades-sede da Copa do Mundo de futebol de 2018.
Em 23 de junho de 2023, a cidade foi ocupada pelo Grupo Wagner devido ao Rebelião do Grupo Wagner 

## Geografia

### Clima
Rostóvia do Dom encontra-se em um clima continental úmido (Dfa). O inverno é moderadamente frio, com uma temperatura média de fevereiro de -3,1 °C. A temperatura mais baixa registrada de -31,9 °C ocorreu em janeiro de 1940. Os verões são quentes e ensolarados, o mês de Julho tem temperaturas médias de +23,3 °C. A temperatura mais alta registrada da cidade, de +40,1 °C, foi registrada em 1º de agosto de 2010. A precipitação média anual é de 643 milímetros, a velocidade média do vento é de 2,7 m/s e a umidade média do ar é de 72%.
| Dados climatológicos para Rostóvia do Dom | Dados climatológicos para Rostóvia do Dom | Dados climatológicos para Rostóvia do Dom | Dados climatológicos para Rostóvia do Dom | Dados climatológicos para Rostóvia do Dom | Dados climatológicos para Rostóvia do Dom | Dados climatológicos para Rostóvia do Dom | Dados climatológicos para Rostóvia do Dom | Dados climatológicos para Rostóvia do Dom | Dados climatológicos para Rostóvia do Dom | Dados climatológicos para Rostóvia do Dom | Dados climatológicos para Rostóvia do Dom | Dados climatológicos para Rostóvia do Dom | Dados climatológicos para Rostóvia do Dom |
| Mês                                       | Jan                                       | Fev                                       | Mar                                       | Abr                                       | Mai                                       | Jun                                       | Jul                                       | Ago                                       | Set                                       | Out                                       | Nov                                       | Dez                                       | Ano                                       |
| ----------------------------------------- | ----------------------------------------- | ----------------------------------------- | ----------------------------------------- | ----------------------------------------- | ----------------------------------------- | ----------------------------------------- | ----------------------------------------- | ----------------------------------------- | ----------------------------------------- | ----------------------------------------- | ----------------------------------------- | ----------------------------------------- | ----------------------------------------- |
| Temperatura máxima recorde (°C)           | 15,0                                      | 19,8                                      | 26,0                                      | 33,6                                      | 35,6                                      | 38,4                                      | 39,6                                      | 40,1                                      | 38,1                                      | 31,0                                      | 23,1                                      | 18,5                                      | 40,1                                      |
| Temperatura máxima média (°C)             | −0,1                                      | 0,7                                       | 6,9                                       | 16,1                                      | 22,3                                      | 26,6                                      | 29,2                                      | 28,8                                      | 22,6                                      | 15,0                                      | 6,3                                       | 1,2                                       | 14,6                                      |
| Temperatura média (°C)                    | −2,9                                      | −3,1                                      | 2,2                                       | 10,6                                      | 16,8                                      | 20,9                                      | 23,3                                      | 22,6                                      | 16,7                                      | 10,0                                      | 2,9                                       | 1,7                                       | 9,9                                       |
| Temperatura mínima média (°C)             | −5,3                                      | −5,6                                      | −0,9                                      | 6,1                                       | 11,4                                      | 15,8                                      | 18,0                                      | 16,9                                      | 11,8                                      | 6,2                                       | 0,3                                       | −4,0                                      | 5,9                                       |
| Temperatura mínima recorde (°C)           | −31,9                                     | −30,9                                     | −28,1                                     | −10,4                                     | −4,3                                      | −0,1                                      | 7,6                                       | 2,6                                       | −4,6                                      | −10,4                                     | −25,1                                     | −28,5                                     | −31,9                                     |
| Precipitação (mm)                         | 59                                        | 53                                        | 51                                        | 47                                        | 56                                        | 70                                        | 53                                        | 44                                        | 49                                        | 39                                        | 53                                        | 69                                        | 643                                       |
| Dias com precipitação                     | 4                                         | 5                                         | 7                                         | 12                                        | 11                                        | 9                                         | 10                                        | 8                                         | 9                                         | 9                                         | 12                                        | 10                                        | 106                                       |
| Umidade relativa (%)                      | 84                                        | 81                                        | 76                                        | 66                                        | 63                                        | 64                                        | 61                                        | 59                                        | 67                                        | 75                                        | 84                                        | 86                                        | 72                                        |
| Insolação (h)                             | 64                                        | 82                                        | 128                                       | 189                                       | 265                                       | 286                                       | 314                                       | 293                                       | 240                                       | 159                                       | 64                                        | 38                                        | 2 122                                     |
| Fonte: pogoda.ru.net                      |                                           |                                           |                                           |                                           |                                           |                                           |                                           |                                           |                                           |                                           |                                           |                                           |                                           |
| Fonte 2: NOAA (sol, 1961–1990)            |                                           |                                           |                                           |                                           |                                           |                                           |                                           |                                           |                                           |                                           |                                           |                                           |                                           |

### Cidades-irmãs
Rostóvia do Dom encontra-se geminado com as seguintes cidades:
| - Glásgua, Reino Unido - Pleven, Bulgária - Dortmund, Alemanha - Gera, Alemanha - Le Mans, França - Mobile, Estados Unidos | - Vólos, Grécia - Kajaani, Finlândia - Cheongju, Coreia do Sul - Antália, Turquia - Erevã, Arménia - Odessa, Ucrânia |

## Esporte
A cidade de Rostóvia do Dom é a sede do Olimp - 2 e do FC Rostov, que participa do Campeonato Russo de Futebol. No passado também participou o FC SKVO Rostov on Don, que jogava no Estádio SKA SKVO.
É uma cidade anfitriã da Seleção Brasileira de Futebol na Copa do Mundo de 2018.